# الجواليقي
أبو منصور الجواليقي (465-540 هجري 1073–1144 ميلادي) هو أبو منصور موهوب بن أحمد بن محمد بن الخضر بن الحسن الجواليقي البغدادي، لغوي وأديب من علماء بغداد، من أهم تلاميذ الخطيب التبريزي وكان من المقربين من من الخليفة المقتفي لأمر الله. له مؤلفات مشهورة في الأدب واللغة.

## حياته وشيوخه
كان والده من متوسطي العلماء «شيخاً صالحاً سديداً» كما قال عنه السمعاني. وقد كان له أثر في توجيه ابنه لطلب العلم. ذكر الصلاح الصفدي أن والده توفي سنة 481 هجرية، وكان عمر ابنه حينها 16 سنة.
اشتغل أبو منصور الجواليقي بطلب العلم منذ زمن مبكر فدرس على أعلام عصره. ومن هؤلاء الأعلام ممن روى عنهم في كتابيه الرئيسيين المعرب وشرح أدب الكاتب، ومن أشهرهم الخطيب التبريزي وأبو الحسين الطيوري وأبو القاسم بن البسري وثابت بن بندار أبو المعالي وغيرهم من علماء عصره.

## علمه وثناء العلماء عليه
كان الجميع موضع ثناء جميع من ترجموا له فابن خلكان يصفه بأنه «متدين ثقة، غزير الفضل، وافر العقل، مليح الخط كثير الضبط». ولم تكن اللغة والنحو هي ما برع به الجواليقي وحسب، بل كان له اهتمام بعلم الحديث ولهذا ترجم له الحافظ الذهبي في تذكرة الحفاظ. وذكر عنه تلميذه السمعاني أنه كان بارعاً في الفقه والحديث.
كان الجواليقي موسوعياً في علومه وثقافاته وهذا واضح في كتاباته فكان يعرض لمسائل في الحساب والهندسة والفلك وكان يعرض لبعض الثقافات الأجنبية مثل حديثه عن أرسطو وبعض كتبه، وكان يحمل على المفتتنين بعلوم الأعاجم والإغريق وكان يقول "فأية منفعة في هذه المسائل؟ وهل يجهل أحد هذا حتى يحتاج إلى إخراجه بهذه الألفاظ الهائلة؟ " ثم يقول "ولو أن مؤلف حد المنطق بلغ زماننا هذا حتى يسمع دقائق الكلام في الدين والفقه والفرائض والنحو لعد نفسه من البكم أو يسمع كلام رسول الله صلى الله عليه وسلم وصحابته لأيقن أن للعرب الحكمة وفصل الخطاب، هذا ليس من قول الجواليقي، بل من قول ابن قتيبة، فليكن التثبّت سمة للناقلين

## الجواليقي بين اللغة والنحو
كان جل اهتمام الجواليقي منصباً على اللغة والنحو والأخبار، إلا أن تلاميذه ومترجميه يذكرون أنه كان مختصاً ومبرزاً في علم اللغة في المقام الأول. كما نصوا على إمامته في النحو غير أن بعض تلاميذه لم يخلوه من نقد لبعض آرائه النحوية الشاذة. ومما يذكر من هذه الآراء النحوية أنه كان يذهب إلى أن الاسم بعد (لولا) يرتفع بها على ما يذهب إليه الكوفيون. وكان يذهب إلى أن الألف واللام في (نعم الرجل) هي للعهد على خلاف ما ذهب إليه الجمهور من أنها للجنس.
وقد دافع مصطفى صادق الرافعي في تقديمه لشرح الجواليقي عن موقفه هذا قائلاً إنها دليل على استقلال الفكر وسعته ومحاولته أن يكون في الطبقة العليا من أئمة العربية.

## تلاميذه
انتشر ذكر الجواليقي في عصره وقرأ عليه الكثير من الطلبة والمتعلمين وذكر منهم الأستاذ أحمد شاكر سبعة وهم:
- أبو سعد السمعاني عبد الكريم بن محمد بن منصور (506-562) صاحب كتاب الأنساب.
- أبو البركات بن الأنباري عبد الرحمن بن محمد (513-577) صاحب كتاب الإنصاف وأسرار العربية
- ابن الجوزي أبو الفرج عبد الرحمن بن علي (510-597)
- ابنه أبو محمد إسماعيل بن موهوب
- ابنه الآخر أبو طاهر إسحاق بن موهوب
- أو محمد عبد الله بن أحمد المعروف بابن الخشاب
- تاج الدين أبو اليمن زيد بن الحسن الكندي البغدادي

## مؤلفاته
- شرح أدب الكاتب
- المعرب من الكلام الأعجمي على حروف المعجم
- تكملة إصلاح ما تغلط فيه العامة
- التكملة والذيل على درة الغواص
- شرح مقصورة ابن دريد
- المختصر في النحو